# La leggenda perduta
La leggenda perduta (Legend of the Lost Legend) è il quarantasettesimo racconto di Robert Lawrence Stine appartenente alla serie Piccoli brividi.

## Trama
Justin e Marissa Clarke, due fratelli di rispettivamente dodici e undici anni, si trovano con loro padre, Richard Clarke, nella boscosa Brovania (paese immaginario e fittizio che ricorda la Germania) per cercare la famosa Leggenda Perduta, un antico manoscritto racchiuso in uno scrigno d'argento. Una notte i due ragazzi decidono di seguire un cane dal folto pelo bianco e affetto da eterocromia (avendo un occhio marrone e uno azzurro), chiamato Cane d'argento, il quale li porta ad una casetta nella foresta dove vive Ivanna, una grossa donna vestita con abiti antichi e con un bizzarro elmo vichingo sulla testa, che informa loro che se vogliono recuperare ciò che ambiscono dovranno superare "la prova"; oltre a Ivanna, i due conoscono anche Luka, una specie di selvaggio allevato dai lupi che si comporta come un animale.

Quando poi si addormentano sulle brande si risvegliano in una radura con Luka, il quale però fugge per inseguire un grosso scoiattolo, lasciandoli in balia delle insidie della foresta. La radura è disseminata inoltre da enormi noci che si rivelano essere piene di minuscoli topolini grigi che aggrediscono Justin e Marissa, salvo poi scoprire che sono in realtà piccoli automi. Man mano che i ragazzi avanzano scoprono che gli alberi bianchi della foresta sono in realtà finti e s'imbattono poi in due orribili gatti giganti e per poco non vengono mangiati da essi, salvandosi miracolosamente grazie ad un'idea di Justin, ovvero far inseguire dai felini alcuni topolini che aveva raccolto. Raggiungono poco dopo la casetta di Ivanna e scoprono che essa è in realtà una bambola meccanica (avendo scoperto una chiave di caricamento sulla sua schiena). Poi si palesa dinanzi a loro Luka che, togliendosi di dosso la peluria, rivela loro che tutta la Foresta Fantastica è in realtà finta e che la sua famiglia, per generazioni, aveva fatto in modo che nessuno osasse rubare i suoi tesori. Congratulandosi per la prova superata, consegna loro lo scrigno d'argento con la Leggenda Perduta e manda Cane d'argento affinché li guidi verso casa. S'imbattono però in Richard e così i tre aprono lo scrigno, scoprendo che in realtà non contiene la Leggenda Perduta ma uno strano uovo giallo e marrone.

I tre decidono di riportarlo da Luka che dice loro che quell'uovo è l'Uovo dell'Eterna Verità (convinto che loro cercassero quello). Alla richiesta di Richard di portare loro nel luogo dove si trova la Leggenda Perduta, Luka dice loro di recarsi in una radura dove si trovano tutti coloro che hanno cercato quel manoscritto. Giunti là trovano tre uomini magrissimi e denutriti che consegnano loro un altro scrigno d'argento, per poi scapparsene via in fretta e furia lasciandoli soli. Aperto lo scrigno, i tre trovano una pergamena su cui c'è scritto:
"Chiunque possieda la Leggenda Perduta sarà perduto per sempre."
Guardandosi intorno, infatti, i tre scoprono di essersi realmente persi.

## Personaggi
- Justin Clarke: il protagonista del racconto. Accompagna suo padre in Brovania per cercare la "Leggenda Perduta".
- Marissa Clarke: sorella di Justin e co-protagonista del racconto. Anch'ella accompagna suo padre in Brovania.
- Richard Clarke: il padre di Justin e Marissa, è un famoso scrittore ossessionato dalla "Leggenda Perduta".
- Ivanna: una donna enorme vestita con abiti da vichingo che Justin e Marissa incontrano in una casetta nel bosco. Si rivela essere un automa.
- Luka: un bizzarro personaggio che, all'apparenza, sembrerebbe un selvaggio cresciuto coi lupi nella foresta ma, in realtà, è un uomo molto astuto che ha protetto per anni la Foresta Fantastica.

## Edizioni
- R. L. Stine, La leggenda perduta, traduzione di Cristina Scalabrini, collana Piccoli brividi, Arnoldo Mondadori Editore, 1998,  p. 154, ISBN 88-04-45699-X.